# État libre de Mecklembourg-Schwerin
1919–1933
Entités précédentes :
- Grand-duché de Mecklembourg-Schwerin

Entités suivantes :
- Mecklembourg-Poméranie-Occidentale

L'État libre de Mecklembourg-Schwerin (Freistaat Mecklenburg-Schwerin) est l'un des Länder constitutifs de la république de Weimar. Il succède en 1918 au grand-duché de Mecklembourg-Schwerin lors de la chute de l'Empire allemand et de l’abdication du grand-duc Frédéric-François IV. En 1933, après la prise du pouvoir par le NSDAP, il est regroupé avec l'État voisin de Mecklenburg-Strelitz pour former le nouvel État de Mecklenburg (francisé en Mecklembourg).
Sa capitale est Schwerin.

## Président du Ministère d'État
- Hugo Wendorff (DDP) 1918-1919

## Ministres-présidents
- Hugo Wendorff (DDP) 1919-1920
- Hermann Reincke-Bloch (DVP) 1920-1921
- Johannes Stelling (SPD) 1921-1924
- Joachim Freiherr von Brandenstein (DNVP) 1924-1926
- Paul Schröder (SPD) 1926-1929
- Karl Eschenburg 1929-1932
- Walter Granzow (NSDAP) 1932-1933
- Hans Egon Engell (NSDAP) 1933
- Friedrich Hildebrandt (Reichsstatthalter) (NSDAP) 1933